# Danh sách album bán chạy nhất thế giới
Danh sách album bán chạy nhất thế giới bao gồm các album nhạc được phát hành rộng rãi và có doanh số tiêu thụ từ 20 triệu bản trở lên. Các album nằm trong danh sách được chia ra làm ba loại chính: album phòng thu, album tổng hợp và album nhạc phim. Thriller của Michael Jackson được phát hành năm 1982 là album bán chạy nhất lịch sử, với doanh số tiêu thụ khoảng 65 triệu bản trên toàn thế giới . Jackson cũng là người xuất hiện nhiều nhất trong danh sách với 5 album. Trong loại hình album nhạc phim, album The Bodyguard của Whitney Houston có doanh số cao nhất, với 55 triệu bản tiêu thụ. Houston còn là nữ nghệ sĩ đầu tiên có 3 album lọt vào danh sách này.
Các album Back in Black (1980) của AC/DC và The Dark Side of the Moon (1973) của Pink Floyd đều có doanh số cao thứ ba chỉ sau Thriller và The Bodyguard, nhưng do Back in Black có tổng doanh số dựa trên số đĩa chứng nhận thu âm nhiều hơn nên Back in Black mới là album bán chạy thứ ba và sau đó là tới The Dark Side of the Moon. Trong loại hình album tổng hợp, album Their Greatest Hits (1971-1975) của ban nhạc Eagles có doanh số cao nhất, với 42 triệu bản tiêu thụ. Sau đó là đến album 1 của ban nhạc The Beatles, với 31 triệu bản tiêu thụ.
Album phòng thu đầu tay của Britney Spears mang tên ...Baby One More Time, phát hành năm 1999 khi Spears mới 17 tuổi, là album bởi một nghệ sĩ tuổi thiếu niên bán chạy nhất, với doanh số 30 triệu bản tiêu thụ. Album 21 của Adele phát hành năm 2011 là một trong những album có lượng tiêu thụ cao nhất bởi một nghệ sĩ hát đơn người Anh trong lịch sử ngành âm nhạc, với doanh số 25 triệu bản chỉ sau 2 năm phát hành.

## Hơn 40 triệu bản
‘‘*Doanh số bán đĩa được tính bằng đơn vị triệu bản’’
| Nghệ sĩ                  | Album                           | Năm ra mắt | Thể loại                           | Tổng số bản được bán ra (trên thị trường)* | Doanh thu ước tính* | Ref(s)        |
| ------------------------ | ------------------------------- | ---------- | ---------------------------------- | --- | ------------------- | ------------- |
| Michael Jackson          | Thriller                        | 1982       | Pop, post-disco, funk, rock        | 50.2 - US: 34 triệu bản - JPN: 100,000 - UK: 4.5 triệu bản - GER: 1.5 triệu bản - FRA: 1 triệu bản - CAN: 2 triệu bản - AUS: 1.12 triệu bản - MEX: 2.6 triệu bản - NLD: 800,000 - ITA: 100,000 - SWE: 400,000 - ARG: 500,000 - SWI: 300,000 - AUT: 400,000 - FIN: 119,061 - NZ: 180,000 - HKG: 15,000 - DEN: 480,000 - DEN: 60,000 - HUN: 6,000 - POR: 40,000 | 70                  | [ 32 ] [ 33 ] |
| Whitney Houston          | The Bodyguard                   | 1992       | R&B, soul, pop, soundtrack         | 28.7 - US: 18 triệu bản - JPN: 2 triệu bản - UK: 2.1 triệu bản - GER: 1.5 triệu bản - FRA: 1 triệu bản - CAN: 1 triệu bản - AUS: 350,000 - BRA: 750,000 - NLD: 100,000 - ITA: 25,000 - SWE: 100,000 - SPA: 600,000 - ARG: 240,000 - BEL: 200,000 - POL: 50,000 - SWI: 250,000 - AUT: 200,000 - NOR: 200,000 - FIN: 56,486 - NZ: 15,000                        | 55                  | [ 43 ]        |
| AC/DC                    | Back in Black                   | 1980       | Hard rock                          | 30.1 - US: 25 triệu bản - UK: 1 triệu bản - GER: 1 triệu bản - FRA: 600,000 - CAN: 1 triệu bản - AUS: 840,000 - ITA: 150,000 - SPA: 150,000 - DEN: 40,000 - ARG: 160,000 - SWI: 100,000 - AUT: 50,000 - POL: 10,000 - NZ: 15,000 | 50                  | [ 47 ]        |
| Pink Floyd               | The Dark Side of the Moon       | 1973       | Progressive rock                   | 24.8 - US: 15 triệu bản - UK: 4.5 triệu bản - GER: 1 triệu bản - FRA: 400,000 - CAN: 2 triệu bản - AUS: 980,000 - ITA: 300,000 - ARG: 240,000 - BEL: 25,000 - POL: 100,000 - AUT: 100,000 - NZ: 240,000 | 45                  | [ 49 ]        |
| Eagles                   | Their Greatest Hits (1971–1975) | 1976       | Country rock, soft rock, folk rock | 41.2 - US: 38 triệu bản - UK: 600,000 - CAN: 2 triệu bản - AUS: 560,000 - HKG: 15,000 | 44                  | [ 50 ]        |
| Eagles                   | Hotel California                | 1976       | Soft rock                          | 31.8 - US: 26 triệu bản - UK: 1.8 triệu bản - GER: 500,000 - FRA: 1 triệu bản - CAN: 1 triệu bản - AUS: 630,000 - NLD: 100,000 - ITA: 25,000 - SPA: 400,000 - DEN: 10,000 - SWI: 200,000 - AUT: 25,000 - FIN: 30,933 - NZ: 135,000 - HKG: 15,000 | 42                  | [ 52 ]        |
| Shania Twain             | Come On Over                    | 1997       | Country, pop                       | 30.4 - US: 20 triệu bản - JPN: 100,000 - UK: 3.3 triệu bản - GER: 750,000 - FRA: 300,000 - CAN: 2 triệu bản - AUS: 1.750 triệu bản - BRA: 100,000 - MEX: 100,000 - NLD: 500,000 - SWE: 240,000 - SPA: 100,000 - DEN: 140,000 - BEL: 150,000 - ARG: 120,000 - SWI: 150,000 - AUT: 25,000 - NOR: 300,000 - FIN: 38,958 - NZ: 315,000                            | 40                  | [ 55 ]        |
| Fleetwood Mac            | Rumours                         | 1977       | Soft rock                          | 29.3 - US: 20 triệu bản - UK: 4.5 triệu bản - GER: 1.25 triệu bản - FRA: 300,000 - CAN: 2 triệu bản - AUS: 910,000 - NLD: 100,000 - ITA: 25,000 - SPA: 50,000 - DEN: 40,000 - NZ: 195,000 - HKG: 15,000 | 40                  | [ 59 ] [ 60 ] |
| Bee Gees / Nhiều nghệ sĩ | Saturday Night Fever            | 1977       | Disco                              | 22.1 - US: 16 triệu bản - UK: 2.1 triệu bản - GER: 1.5 triệu bản - FRA: 200,000 - CAN: 1.4 triệu bản - AUS: 770,000 - NLD: 100,000 - ITA: 25,000 - HKG: 15,000 | 40                  | [ 62 ] [ 63 ] |

## 30–39 triệu bản
‘‘*Doanh số bán đĩa được tính bằng đơn vị triệu đô’’
| Nghệ sĩ                  | Album                                        | Năm ra mắt | Thể loại                               | Tổng số bản được bán ra (trên thị trường)* | Doanh thu ước tính* | Ref(s)               |
| ------------------------ | -------------------------------------------- | ---------- | -------------------------------------- | --- | ------------------- | -------------------- |
| Led Zeppelin             | Led Zeppelin IV                              | 1971       | Hard rock, heavy metal, folk rock      | 30.4 - US: 24 triệu bản - UK: 1.8 triệu bản - GER: 750,000 - FRA: 600,000 - CAN: 2 triệu bản - AUS: 630,000 - BRA: 250,000 - NLD: 100,000 - ITA: 50,000 - SPA: 100,000 - NOR: 40,000 - ARG: 60,000 - SWI: 50,000 | 37                  | [ 66 ]               |
| Michael Jackson          | Bad                                          | 1987       | Pop, rhythm and blues, funk and rock   | 21.1 - US: 11 triệu bản - JPN: 100,000 - UK: 4.2 triệu bản - GER: 2 triệu bản - FRA: 1 triệu bản - CAN: 700,000 - AUS: 420,000 - NLD: 100,000 - SPA: 300,000 - SWE: 200,000 - DEN: 80,000 - NOR: 100,000 - MEX: 350,000 - SWI: 100,000 - AUT: 200,000 - FIN: 51,287 - NZ: 135,000 - HKG: 15,000 - POR: 40,000 | 35                  | [ 73 ] [ 74 ] [ 75 ] |
| Meat Loaf                | Bat Out of Hell                              | 1977       | Hard rock, glam rock, progressive rock | 22 - US: 14 triệu bản - UK: 3.3 triệu bản - GER: 500,000 - CAN: 2 triệu bản - AUS: 1.820 triệu bản - NLD: 100,000 - DEN: 40,000 - SWI: 25,000 - NOR: 25,000 - NZ: 255,000 | 34                  | [ 77 ]               |
| Alanis Morissette        | Jagged Little Pill                           | 1995       | Alternative rock                       | 25.4 - US: 16 triệu bản - UK: 3 triệu bản - GER: 1 triệu bản - FRA: 300,000 - CAN: 2 triệu bản - AUS: 980,000 - BRA: 500,000 - NLD: 400,000 - SPA: 300,000 - SWE: 200,000 - DEN: 180,000 - BEL: 100,000 - ARG: 60,000 - POL: 50,000 - SWI: 50,000 - NOR: 50,000 - AUT: 100,000 - FIN: 65,860 - NZ: 15,000 - POR: 80,000 | 33                  | [ 81 ] [ 82 ]        |
| Nhiều nghệ sĩ            | Dirty Dancing                                | 1987       | Pop, rock, R&B                         | 24.1 - US: 14 triệu bản - UK: 3 triệu bản - GER: 3.250 triệu bản - FRA: 1 triệu bản - CAN: 1 triệu bản - AUS: 770,000 - BRA: 100,000 - NLD: 100,000 - ITA: 25,000 - SPA: 400,000 - SWE: 100,000 - DEN: 60,000 - POL: 50,000 - SWI: 250,000 - NZ: 15,000 - HKG: 7,500 | 32                  | [ 85 ]               |
| Celine Dion              | Falling into You                             | 1996       | Pop, soft rock                         | 21.1 - US: 12 triệu bản - JPN: 800,000 - UK: 2.1 triệu bản - GER: 1.25 triệu bản - FRA: 1 triệu bản - CAN: 1 triệu bản - AUS: 910,000 - BRA: 100,000 - NLD: 600,000 - SPA: 200,000 - SWE: 200,000 - DEN: 160,000 - BEL: 200,000 - ARG: 60,000 - POL: 100,000 - SWI: 150,000 - NOR: 150,000 - AUT: 100,000 - FIN: 51,952 - NZ: 15,000                                                                                       | 32                  | [ 88 ]               |
| Adele                    | 21                                           | 2011       | Pop, soul                              | 27.1 - US: 14 triệu bản - JPN: 100,000 - UK: 5.1 million - GER: 1.6 triệu bản - CAN: 1.6 triệu bản - AUS: 1.190 triệu bản - BRA: 480,000 - NLD: 200,000 - ITA: 480,000 - SWE: 120,000 - SPA: 300,000 - ARG: 80,000 - DEN: 180,000 - BEL: 180,000 - POL: 200,000 - SWI: 210,000 - MEX: 480,000 - NOR: 30,000 - AUT: 20,000 - RUS: 10,000 - FIN: 83,234 - HUN: 6,000 - IRE: 270,000 - NZ: 195,000 - POR: 30,000 - GRE: 3,000 | 31                  | [ 100 ]              |
| The Beatles              | 1                                            | 2000       | Rock                                   | 23.2 - US: 11 triệu bản - JPN: 2 triệu bản - UK: 3.6 triệu bản - GER: 1.65 triệu bản - FRA: 600,000 - CAN: 1 triệu bản - AUS: 700,000 - BRA: 250,000 - NLD: 160,000 - ITA 100,000 - SWE: 160,000 - SPA: 500,000 - ARG: 120,000 - BEL: 250,000 - SWI: 150,000 - NOR: 150,000 - AUT: 150,000 - DEN: 200,000 - POL: 100,000 - POR: 120,000 - FIN: 77,466 - NZ: 225,000                                                        | 31                  | [ 102 ]              |
| Metallica                | Metallica                                    | 1991       | Heavy metal                            | 22.7 - US: 16 triệu bản - JPN: 200,000 - UK: 600,000 - GER: 2 triệu bản - FRA: 300,000 - CAN: 1 triệu bản - AUS: 910,000 - MEX 75,000 - NLD: 200,000 - ITA: 50,000 - SWE: 100,000 - ARG: 300,000 - BEL: 100,000 - POL: 70,000 - NOR: 150,000 - DEN: 140,000 - SWI: 200,000 - AUT: 100,000 - FIN: 112,856 - NZ: 150,000 | 31                  | [ 104 ]              |
| Celine Dion              | Let's Talk About Love                        | 1997       | Pop, soft rock                         | 19.5 - US: 10 triệu bản - JPN: 1 triệu bản - UK: 1.8 triệu bản - GER: 1.5 triệu bản - FRA: 1 triệu bản - CAN: 1 triệu bản - AUS: 490,000 - NLD: 500,000 - SWE: 240,000 - SPA: 400,000 - DEN: 220,000 - BEL: 200,000 - ARG: 120,000 - POL: 200,000 - SWI 300,000 - NOR: 200,000 - AUT: 100,000 - FIN: 97,744 - NZ: 135,000 - HKG: 40,000 - URY: 3,000                                                                       | 31                  | [ 108 ]              |
| Bob Marley & The Wailers | Legend: The Best of Bob Marley & The Wailers | 1984       | Reggae                                 | 22.9 - US: 15 triệu bản - UK: 4.260 triệu bản - GER: 500,000 - FRA: 1 triệu bản - CAN: 200,000 - AUS: 420,000 - NLD: 100,000 - ITA: 100,000 - SWE: 50,000 - SPA: 100,000 - ARG: 240,000 - BEL: 200,000 - NOR: 25,000 - SWI: 300,000 - AUT: 100,000 - FIN: 36,703 - NZ: 300,000 | 30                  | [ 110 ]              |
| Guns N' Roses            | Appetite for Destruction                     | 1987       | Hard rock                              | 22.8 - US: 18 triệu bản - JPN: 200,000 - UK: 1,200,000 - GER: 500,000 - FRA: 200,000 - CAN: 1 triệu bản - AUS: 490,000 - BRA: 350,000 - NLD: 100,000 - ITA: 100,000 - SPA: 50,000 - SWE: 80,000 - DEN: 80,000 - ARG: 180,000 - SWI: 50,000 - MEX: 100,000 - AUT: 100,000 - FIN: 25,000 - NZ: 75,000 | 30                  | [ 113 ] [ 114 ]      |
| Bruce Springsteen        | Born in the U.S.A.                           | 1984       | Heartland rock                         | 22 - US: 17 triệu bản - UK: 900,000 - GER]: 1 triệu bản - FRA: 300,000 - CAN: 1 triệu bản - AUS: 910,000 - ITA: 50,000 - SPA: 50,000 - DEN: 60,000 - BEL: 75,000 - SWI: 100,000 - MEX: 250,000 - FIN: 108,913 - NZ: 255,000 | 30                  | [ 118 ]              |
| ABBA                     | Gold: Greatest Hits                          | 1992       | Pop, disco                             | 21.6 - US: 6 triệu bản - JPN: 600,000 - UK: 6.0 million - GER: 2.5 triệu bản - FRA: 1 triệu bản - CAN: 1 triệu bản - AUS: 1.19 triệu bản - BRA: 100,000 - NLD: 100,000 - ITA: 100,000 - SPA: 500,000 - SWE: 500,000 - MEX: 250,000 - SWI: 500,000 - ARG: 240,000 - BEL: 350,000 - AUT: 150,000 - DEN: 570,000 - POL: 100,000 - FIN: 145,962 - POR: 20,000 - NZ: 240,000 - RUS: 10,000                                      | 30                  | [ 123 ]              |
| Dire Straits             | Brothers in Arms                             | 1985       | Roots rock, blues rock, soft rock      | 21.1 - US: 9 triệu bản - UK: 4.2 triệu bản - GER: 500,000 - FRA: 3 triệu bản - CAN: 1 triệu bản - AUS: 1.19 triệu bản - ITA: 550,000 - SPA: 300,000 - SWE: 50,000 - ARG: 30,000 - BEL: 200,000 - DEN: 120,000 - SWI: 300,000 - AUT: 200,000 - POL: 50,000 - FIN: 116,784 - NZ: 360,000 - HKG: 15,000 | 30                  | [ 127 ] [ 128 ]      |
| Santana                  | Supernatural                                 | 1999       | Latin rock                             | 20.8 - US: 15 triệu bản - JPN: 200,000 - UK: 900,000 - GER: 1 triệu bản - FRA: 600,000 - CAN: 1 triệu bản - AUS: 280,000 - BRA: 250,000 - ITA: 25,000 - NLD: 200,000 - SWE: 80,000 - SPA: 300,000 - BEL: 100,000 - ARG: 120,000 - POL: 100,000 - SWI: 200,000 - MEX: 300,000 - AUT: 100,000 - FIN: 50,291 - NZ: 60,000 | 30                  | [ 129 ]              |
| Madonna                  | The Immaculate Collection                    | 1990       | Pop, dance                             | 19.8 - US: 10 triệu bản - JPN: 800,000 - UK: 3.9 triệu bản - GER: 750,000 - FRA: 1 triệu bản - CAN: 700,000 - AUS: 840,000 - BRA: 500,000 - NLD: 300,000 - SWE: 50,000 - SPA: 300,000 - ARG: 360,000 - SWI: 50,000 - AUT: 50,000 - DEN: 80,000 - FIN: 92,500 - NZ: 105,000 | 30                  | [ 132 ]              |
| Pink Floyd               | The Wall                                     | 1979       | Progressive rock                       | 18.9 - US: 11.5 triệu bản - UK: 600,000 - GER: 2 triệu bản - FRA: 1 triệu bản - CAN: 2 triệu bản - AUS: 770,000 - NLD: 135,000 - ITA: 25,000 - SPA: 100,000 - DEN: 120,000 - ARG: 60,000 - POL: 120,000 - SWI: 100,000 - NZ: 210,000 - HKG: 15,000 | 30                  | [ 135 ]              |
| The Beatles              | Sgt. Pepper's Lonely Hearts Club Band        | 1967       | Rock                                   | 18.3 - US: 11 triệu bản - UK: 5.1 triệu bản - GER: 500,000 - FRA: 100,000 - CAN: 800,000 - AUS: 280,000 - BRA: 100,000 - ITA: 50,000 - ARG: 300,000 - NZ: 90,000 | 30                  | [ 136 ]              |
| Michael Jackson          | Dangerous                                    | 1991       | New jack swing, R&B and pop            | 17.0 - US: 8 triệu bản - JPN: 400,000 - UK: 1.8 triệu bản - GER: 2 triệu bản - FRA: 1 triệu bản - CAN: 600,000 - AUS: 700,000 - BRA: 100,000 - MEX: 600,000 - NLD: 300,000 - SWE: 300,000 - SPA: 600,000 - SWI: 250,000 - AUT: 200,000 - DEN: 60,000 - FIN: 61,896 - NZ: 90,000 | 30                  | [ 138 ]              |
| The Beatles              | Abbey Road                                   | 1969       | Rock                                   | 16.9 - US: 12 triệu bản - UK: 2.4 triệu bản - GER: 500,000 - FRA: 100,000 - CAN: 1 triệu bản - AUS: 210,000 - ITA: 50,000 - DEN: 60,000 - ARG: 500,000 - BEL: 50,000 - NZ: 75,000 | 30                  | [ 140 ]              |

## 20–29 triệu bản
‘‘*Doanh số bán đĩa được tính bằng đơn vị triệu đô’’
| Nghệ sĩ                   | Album                                                   | Năm ra mắt | Thể loại                                      | Tổng số bản được bán ra (trên thị trường)* | Doanh thu ước tính* | Ref(s)                  |
| ------------------------- | ------------------------------------------------------- | ---------- | --------------------------------------------- | --- | ------------------- | ----------------------- |
| Norah Jones               | Come Away with Me                                       | 2002       | Jazz                                          | 19.9 - US: 12 triệu bản - JPN: 500,000 - UK: 2.4 triệu bản - GER: 750,000 - FRA: 1 triệu bản - CAN: 1 triệu bản - AUS: 770,000 - BRA: 125,000 - NLD: 160,000 - ITA: 25,000 - SWE: 60,000 - SPA: 100,000 - DEN: 220,000 - ARG: 80,000 - BEL: 100,000 - SWI: 120,000 - AUT: 80,000 - POL: 200,000 - NZ: 165,000 - POR: 80,000                                            | 28                  | [ 142 ]                 |
| Mariah Carey              | Music Box                                               | 1993       | Pop, R&B                                      | 17.8 - US: 10 triệu bản - JPN: 1 triệu bản - UK: 1.5 triệu bản - GER: 1 triệu bản - FRA: 1 triệu bản - CAN: 700,000 - AUS: 840,000 - BRA: 100,000 - NLD: 600,000 - SWE: 100,000 - SPA: 400,000 - BEL: 100,000 - NOR: 160,000 - SWI: 200,000 - AUT: 100,000 - FIN: 47,382 - NZ: 15,000                                                                                  | 28                  | [ 144 ]                 |
| Nhiều nghệ sĩ             | Grease: The Original Soundtrack from the Motion Picture | 1978       | Rock and roll                                 | 15 - US: 8 triệu bản - UK: 2.7 triệu bản - GER: 1.25 triệu bản - FRA: 400,000 - CAN: 1 triệu bản - AUS: 980,000 - ITA: 50,000 - SPA: 300,000 - DEN: 140,000 - BEL: 25,000 - NOR: 50,000 - SWI: 25,000 - NZ: 90,000 - HKG: 20,000 | 28                  | [ 146 ]                 |
| Eminem                    | The Eminem Show                                         | 2002       | Hip hop                                       | 19.1 - US: 12 triệu bản - JPN: 600,000 - UK: 1.8 triệu bản - GER: 900,000 - FRA: 600,000 - CAN: 1 triệu bản - AUS: 1.070 triệu bản - BRA: 50,000 - NLD: 80,000 - ITA: 50,000 - SWE: 120,000 - SPA: 100,000 - DEN: 140,000 - ARG: 40,000 - MEX: 75,000 - BEL: 50,000 - NOR: 50,000 - SWI: 120,000 - AUT: 60,000 - POL: 50,000 - FIN: 62,212 - NZ: 135,000 - POR: 40,000 | 27                  | [ 149 ] [ 150 ]         |
| James Horner              | Titanic: Music from the Motion Picture                  | 1997       | Film score                                    | 18.1 - US: 11 triệu bản - JPN: 1 triệu bản - UK: 900,000 - GER: 1.25 triệu bản - FRA: 1 triệu bản - CAN: 1 triệu bản - AUS: 350,000 - NLD: 175,000 - SWE: 160,000 - SPA: 400,000 - BEL: 150,000 - POL: 140,000 - ARG: 60,000 - SWI: 200,000 - AUT: 100,000 - NOR: 100,000 - FIN: 73,509 - NZ: 60,000 - HKG: 20,000                                                     | 27                  | [ 153 ]                 |
| Britney Spears            | ...Baby One More Time                                   | 1999       | Pop                                           | 19.9 - US: 14 triệu bản - JPN: 200,000 - UK: 1.2 triệu bản - GER: 750,000 - FRA: 600,000 - CAN: 1 triệu bản - AUS: 280,000 - BRA: 100,000 - NLD: 300,000 - SWE: 80,000 - SPA: 300,000 - ARG: 240,000 - MEX: 375,000 - BEL: 150,000 - NOR: 50,000 - SWI: 100,000 - AUT: 50,000 - POL: 100,000 - NZ: 45,000                                                              | 26                  | [ 154 ]                 |
| Nirvana                   | Nevermind                                               | 1991       | Grunge, alternative rock                      | 17.8 - US: 10 triệu bản - JPN: 600,000 - UK: 1.8 triệu bản - GER: 1 triệu bản - FRA: 1 triệu bản - CAN: 1 triệu bản - AUS: 350,000 - BRA: 250,000 - NLD: 100,000 - ITA: 150,000 - SPA: 100,000 - SWE: 200,000 - DEN: 120,000 - ARG: 180,000 - BEL: 400,000 - POL: 120,000 - SWI: 50,000 - MEX: 200,000 - AUT: 50,000 - FIN: 46,830 - NZ: 105,000                       | 26                  | [ 157 ]                 |
| Eric Clapton              | Unplugged                                               | 1992       | Acoustic rock, acoustic blues                 | 17 - US: 10 triệu bản - JPN: 800,000 - UK: 1.2 triệu bản - GER: 1.250 triệu bản - FRA: 600,000 - CAN: 1 triệu bản - AUS: 560,000 - BRA: 250,000 - NLD: 400,000 - ITA: 25,000 - SWE: 100,000 - SPA: 300,000 - DEN: 60,000 - ARG: 120,000 - BEL: 100,000 - SWI: 100,000 - AUT: 100,000 - POL: 50,000 - FIN: 45,034 - NZ: 15,000                                          | 26                  | [ 159 ]                 |
| Queen                     | Greatest Hits                                           | 1981       | Rock                                          | 20.6 - US: 9 triệu bản - JPN: 100,000 - UK: 6.9 triệu bản - GER: 1.750 triệu bản - FRA: 200,000 - CAN: 300,000 - AUS: 1.05 triệu bản - BRA: 250,000 - NLD: 100,000 - ITA: 50,000 - SWE: 50,000 - SPA: 50,000 - ARG: 180,000 - SWI: 250,000 - AUT: 200,000 - POL: 50,000 - FIN: 55,058 - NZ: 150,000                                                                    | 25                  | [ 161 ]                 |
| Phil Collins              | No Jacket Required                                      | 1985       | Pop rock                                      | 17.7 - US: 12 triệu bản - UK: 1.8 triệu bản - GER: 1.5 triệu bản - FRA: 600,000 - CAN: 1 triệu bản - AUS: 70,000 - NLD: 100,000 - ITA: 250,000 - SPA: 100,000 - ARG: 180,000 - SWI: 100,000 - AUT: 50,000 - FIN: 34,203 - NZ: 15,000 | 25                  | [ 163 ]                 |
| Eminem                    | The Marshall Mathers LP                                 | 2000       | Hip hop                                       | 17.5 - US: 11 triệu bản - JPN: 200,000 - UK: 2.4 triệu bản - GER: 900,000 - FRA: 600,000 - CAN: 800,000 - AUS: 280,000 - BRA: 100,000 - NLD: 80,000 - ITA: 25,000 - SWE: 160,000 - SPA: 100,000 - DEN: 100,000 - ARG: 30,000 - MEX: 150,000 - BEL: 100,000 - NOR: 100,000 - SWI: 200,000 - AUT: 50,000 - POL: 100,000 - FIN: 40,055 - NZ: 75,000                       | 25                  | [ 165 ]                 |
| Linkin Park               | Hybrid Theory                                           | 2000       | Nu metal, rap metal, alternative metal        | 17.2 - US: 12 triệu bản - JPN: 200,000 - UK: 1.8 triệu bản - GER: 900,000 - FRA: 200,000 - CAN: 500,000 - AUS: 350,000 - BRA: 250,000 - NLD: 80,000 - ITA: 100,000 - SWE: 80,000 - SPA: 100,000 - DEN: 80,000 - ARG: 60,000 - MEX: 150,000 - BEL: 100,000 - SWI: 50,000 - AUT: 50,000 - POL: 100,000 - FIN: 62,629 - NZ: 75,000                                        | 25                  | [ 167 ]                 |
| U2                        | The Joshua Tree                                         | 1987       | Rock                                          | 16.7 - US: 10 triệu bản - UK: 2.7 triệu bản - GER: 1 triệu bản - FRA: 600,000 - CAN: 1 triệu bản - AUS: 350,000 - NLD: 100,000 - ITA: 25,000 - SPA: 400,000 - ARG: 60,000 - MEX: 100,000 - SWI: 50,000 - AUT: 150,000 - FIN: 27,965 - NZ: 210,000 | 25                  | [ 168 ]                 |
| Whitney Houston           | Whitney Houston                                         | 1985       | Pop, R&B                                      | 16.6 - US: 13 triệu bản - UK: 1.2 triệu bản - GER: 500,000 - FRA: 100,000 - CAN: 1 triệu bản - AUS: 280,000 - NLD: 100,000 - SWE: 200,000 - NOR: 100,000 - BEL: 25,000 - SWI: 50,000 - AUT: 50,000 - FIN: 29,109 - HKG: 15,000 - NZ: 15,000 | 25                  | [ 172 ]                 |
| Prince and The Revolution | Purple Rain                                             | 1984       | Pop rock, new wave, R&B                       | 15.7 - US: 13 triệu bản - UK: 600,000 - GER: 750,000 - FRA: 300,000 - CAN: 600,000 - AUS: 210,000 - NLD: 100,000 - ITA: 25,000 - SPA: 50,000 - DEN: 10,000 - SWI: 50,000 - AUT: 25,000 - NZ: 75,000 | 25                  | [ 174 ]                 |
| Bon Jovi                  | Slippery When Wet                                       | 1986       | Hard rock, glam metal                         | 15.3 - US: 12 triệu bản - UK: 900,000 - GER: 500,000 - CAN: 1 triệu bản - AUS: 420,000 - SPA: 100,000 - NOR 50,000 - DEN: 10,000 - SWI: 250,000 - FIN: 73,564 - NZ: 15,000 | 25                  | [ 176 ]                 |
| Carole King               | Tapestry                                                | 1971       | Pop                                           | 15.1 - US: 14 triệu bản - UK: 600,000 - AUS: 560,000 - NZ: 15,000 | 25                  | [ 177 ]                 |
| Madonna                   | True Blue                                               | 1986       | Pop, dance                                    | 14.5 - US: 7 triệu bản - JPN: 100,000 - UK: 2.1 triệu bản - GER: 1 triệu bản - FRA: 1 triệu bản - CAN: 1 triệu bản - AUS: 280,000 - BRA: 100,000 - NLD: 100,000 - ITA: 800,000 - SPA: 300,000 - ARG: 240,000 - BEL: 75,000 - NOR: 100,000 - SWI: 150,000 - AUT: 50,000 - FIN: 53,912 - NZ: 75,000 - POR: 20,000                                                        | 25                  | [ 178 ]                 |
| Simon & Garfunkel         | Bridge over Troubled Water                              | 1970       | Folk rock                                     | 12.5 - US: 8 triệu bản - UK: 3.3 triệu bản - GER: 500,000 - FRA: 300,000 - CAN: 400,000 - SWI: 25,000 - FIN: 25,000 | 25                  | [ 179 ]                 |
| George Michael            | Faith                                                   | 1987       | Pop, R&B, funk, soul                          | 13.9 - US: 10 triệu bản - UK: 1.2 triệu bản - GER: 250,000 - FRA: 600,000 - CAN: 1 triệu bản - AUS: 350,000 - NLD: 100,000 - SWE: 50,000 - SPA: 200,000 - DEN: 20,000 - ARG: 60,000 - NOR: 50,000 - SWI: 100,000 - NZ: 15,000 | 25                  | [ 181 ]                 |
| Elton John                | Greatest Hits                                           | 1974       | Pop                                           | 19.1 - US: 17 triệu bản - JPN: 200,000 - UK: 800,000 - FRA: 100,000 - CAN: 1 triệu bản | 24                  | [ 182 ]                 |
| Backstreet Boys           | Millennium                                              | 1999       | Pop                                           | 18.4 - US: 13 triệu bản - JPN: 800,000 - UK: 300,000 - GER: 750,000 - CAN: 1 triệu bản - AUS: 210,000 - BRA: 500,000 - NLD: 200,000 - SWE: 80,000 - SPA: 400,000 - ARG: 180,000 - MEX: 675,000 - BEL: 100,000 - NOR: 50,000 - SWI: 50,000 - AUT: 25,000 - POL: 50,000 - FIN: 42,525 - NZ: 30,000                                                                       | 24                  | [ 183 ]                 |
| Spice Girls               | Spice                                                   | 1996       | Pop                                           | 16.4 - US: 7 triệu bản - JPN: 400,000 - UK: 3 triệu bản - GER: 750,000 - FRA: 1 triệu bản - CAN: 1 triệu bản - AUS: 420,000 - BRA: 500,000 - NLD: 300,000 - SWE: 160,000 - SPA: 1 triệu bản - DEN: 120,000 - MEX: 100,000 - BEL: 150,000 - NOR: 100,000 - SWI: 100,000 - AUT: 50,000 - POL: 200,000 - FIN: 76,375 - NZ: 15,000                                         | 23                  | [ 185 ] [ 186 ]         |
| Ace of Base               | Happy Nation/The Sign                                   | 1993       | Pop                                           | 14.4 - US: 9 triệu bản - JPN: 600,000 - UK: 600,000 - GER: 1.5 triệu bản - FRA: 1 triệu bản - CAN: 1 triệu bản - AUS: 70,000 - BRA: 100,000 - NLD: 200,000 - SPA: 100,000 - SWI: 100,000 - AUT: 75,000 - FIN: 82,715 - NZ: 15,000 | 23                  | [ 187 ]                 |
| Adele                     | 25                                                      | 2015       | Soul, pop, R&B                                | 19 - US: 11 triệu bản - UK: 3.6 triệu bản - GER: 1.2 triệu bản - CAN: 800,000 - AUS: 700,000 - BRA: 160,000 - ITA: 250,000 - SWE: 80,000 - SPA: 120,000 - DEN: 100,000 - MEX: 210,000 - BEL: 240,000 - NOR: 80,000 - SWI: 120,000 - AUT: 60,000 - POL: 100,000 - FIN: 47,482 - NZ: 180,000 - POR: 15,000                                                               | 22                  | [ 189 ]                 |
| Michael Jackson           | HIStory: Past, Present and Future, Book I               | 1995       | R&B, pop and hip hop                          | 15.1 - US: 8 triệu bản - JPN: 400,000 - UK: 1.2 triệu bản - GER: 1.5 triệu bản - FRA: 1 triệu bản - CAN: 500,000 - AUS: 560,000 - NLD: 300,000 - ITA: 35,000 - SWE: 100,000 - SPA: 300,000 - ARG: 60,000 - DEN: 250,000 - BEL: 250,000 - NOR: 50,000 - SWI: 150,000 - MEX: 100,000 - AUT: 100,000 - POL: 100,000 - FIN: 61,352 - NZ: 135,000                           | 22                  | [ 191 ]                 |
| Celine Dion               | All the Way... A Decade of Song                         | 1999       | Pop                                           | 14.4 - US: 7 triệu bản - JPN: 2 triệu bản - UK: 1.2 triệu bản - GER: 1.050 triệu bản - FRA: 600,000 - CAN: 1 triệu bản - AUS: 350,000 - BRA: 250,000 - SWE: 160,000 - SPA: 200,000 - ARG: 60,000 - BEL: 150,000 - NOR: 100,000 - SWI: 150,000 - AUT: 50,000 - POL: 100,000 - FIN: 55,713 - NZ: 60,000                                                                  | 22                  | [ 192 ]                 |
| Madonna                   | Like a Virgin                                           | 1984       | Pop, dance                                    | 16.2 - US: 10 triệu bản - JPN: 100,000 - UK: 900,000 - GER: 750,000 - FRA: 600,000 - CAN: 1 triệu bản - AUS: 490,000 - ITA: 1 triệu bản - SPA: 100,000 - BEL: 75,000 - SWI: 100,000 - FIN: 35,398 - NZ: 75,000 | 21                  | [ 193 ]                 |
| Bon Jovi                  | Cross Road                                              | 1994       | Hard rock, glam metal                         | 11.6 - US: 4 triệu bản - JPN: 1 triệu bản - UK: 1.8 triệu bản - GER: 1 triệu bản - FRA: 300,000 - CAN: 1 triệu bản - AUS: 910,000 - NLD: 200,000 - SWE: 100,000 - SPA: 400,000 - ARG: 240,000 - BEL: 100,000 - SWI: 150,000 - AUT: 150,000 - POL: 50,000 - FIN: 123,354 - NZ: 105,000                                                                                  | 21                  | [ 194 ]                 |
| Elvis Presley             | Elvis' Christmas Album                                  | 1957       | Christmas, pop, gospel, rock and roll         | 20.8 - US: 20 million - UK: 440,000 - CAN: 400,000 - AUS: 35,000 | 20                  | [ 196 ] [ 197 ] [ 198 ] |
| Boston                    | Boston                                                  | 1976       | Arena rock, hard rock                         | 18.1 - US: 17 triệu bản - UK: 100,000 - CAN: 1 triệu bản | 20                  | [ 199 ]                 |
| Mariah Carey              | Daydream                                                | 1995       | Pop, R&B                                      | 15.2 - US: 11 triệu bản - JPN: 1 triệu bản - UK: 600,000 - GER: 500,000 - FRA: 600,000 - CAN: 700,000 - AUS: 350,000 - NLD: 100,000 - SPA: 200,000 - BEL: 50,000 - NOR: 50,000 - SWI: 25,000 - AUT: 25,000 - POL: 50,000 - NZ: 15,000 | 20                  | [ 200 ]                 |
| Green Day                 | Dookie                                                  | 1994       | Pop punk, punk rock, alternative rock         | 14.6 - US: 10 triệu bản - JPN: 200,000 - UK: 900,000 - GER: 750,000 - FRA: 100,000 - CAN: 1 triệu bản - AUS: 350,000 - BRA: 100,000 - ITA: 50,000 - SWE: 50,000 - SPA: 100,000 - ARG: 60,000 - BEL: 25,000 - DEN: 80,000 - SWI: 25,000 - AUT: 50,000 - POL: 50,000 - FIN: 35,205 - NZ: 15,000 - IRE: 60,000                                                            | 20                  | [ 203 ]                 |
| Shania Twain              | The Woman in Me                                         | 1995       | Country, pop                                  | 14.5 - US: 12 triệu bản - UK: 300,000 - CAN: 2 triệu bản - AUS: 210,000 | 20                  | [ 204 ]                 |
| Britney Spears            | Oops!... I Did It Again                                 | 2000       | Pop                                           | 14.4 - US: 10 triệu bản - JPN: 200,000 - UK: 900,000 - GER: 900,000 - FRA: 300,000 - CAN: 500,000 - AUS: 210,000 - BRA: 100,000 - NLD: 160,000 - SWE: 80,000 - SPA: 200,000 - ARG: 60,000 - MEX: 300,000 - BEL: 150,000 - NOR: 50,000 - SWI: 100,000 - AUT: 100,000 - POL: 100,000 - FIN: 54,274 - NZ: 30,000                                                          | 20                  | [ 205 ]                 |
| Whitney Houston           | Whitney                                                 | 1987       | Pop, R&B                                      | 14.4 - US: 10 triệu bản - UK: 2.1 triệu bản - GER: 500,000 - FRA: 300,000 - CAN: 700,000 - NLD: 100,000 - SWE: 200,000 - SPA: 200,000 - NOR: 100,000 - DEN: 20,000 - SWI: 100,000 - AUT: 100,000 - FIN: 59,053 - HKG: 15,000 - NZ: 15,000 | 20                  | [ 207 ]                 |
| Def Leppard               | Hysteria                                                | 1987       | Hard rock, glam metal                         | 13.9 - US: 12 triệu bản - UK: 600,000 - CAN: 1 triệu bản - AUS: 280,000 - SWE: 50,000 - NOR: 50,000 - SWI: 50,000 - NZ: 15,000 | 20                  | [ 209 ]                 |
| Lauryn Hill               | The Miseducation of Lauryn Hill                         | 1998       | Neo Soul, R&B and Hip Hop                     | 13.7 - US: 10 triệu bản - JPN: 1 triệu bản - UK: 1.2 triệu bản - FRA: 300,000 - CAN: 700,000 - AUS: 140,000 - NLD: 100,000 - SWE: 80,000 - SPA: 50,000 - BEL: 50,000 - NOR: 50,000 - SWI: 50,000 - AUT: 25,000 - NZ: 45,000 | 20                  | [ 210 ] [ 211 ] [ 212 ] |
| Tracy Chapman             | Tracy Chapman                                           | 1988       | Folk rock                                     | 13.3 - US: 6 triệu bản - UK: 2.1 triệu bản - GER: 2.250 triệu bản - FRA: 1 triệu bản - CAN: 300,000 - AUS: 490,000 - BRA: 100,000 - NLD: 100,000 - ITA: 25,000 - SWE: 50,000 - SPA: 300,000 - ARG: 120,000 - DEN: 120,000 - SWI: 200,000 - AUT: 100,000 - NZ: 15,000 - POR: 40,000                                                                                     | 20                  | [ 215 ]                 |
| Lionel Richie             | Can't Slow Down                                         | 1983       | Pop, R&B, soul                                | 12.3 - US: 10 triệu bản - UK: 900,000 - GER: 250,000 - FRA: 100,000 - CAN: 1 triệu bản - NLD: 100,000 - SPA: 50,000 - FIN: 50,608 - NZ: 15,000 | 20                  | [ 216 ]                 |
| Michael Jackson           | Off the Wall                                            | 1979       | Disco, pop, funk and R&B                      | 11.7 - US: 9 triệu bản - UK: 1.8 triệu bản - FRA: 300,000 - CAN: 100,000 - AUS: 350,000 - NLD: 100,000 - ITA: 30,000 - DEN: 10,000 - NZ: 90,000 | 20                  | [ 218 ]                 |
| Fugees                    | The Score                                               | 1996       | Alternative hip hop                           | 11.6 - US: 7 triệu bản - JPN: 100,000 - UK: 1.5 triệu bản - GER: 750,000 - FRA: 1 triệu bản - CAN: 500,000 - AUS: 70,000 - NLD: 100,000 - SWE: 100,000 - SPA: 100,000 - DEN: 80,000 - BEL: 50,000 - NOR: 25,000 - SWI: 100,000 - AUT: 50,000 - POL: 100,000 - FIN: 26,267 - NZ: 15,000                                                                                 | 20                  | [ 221 ]                 |
| Oasis                     | (What's the Story) Morning Glory?                       | 1995       | Britpop, rock                                 | 11.6 - US: 4 triệu bản - JPN: 200,000 - UK: 4.8 triệu bản - GER: 250,000 - FRA: 300,000 - CAN: 800,000 - AUS: 560,000 - NLD: 50,000 - ITA: 100,000 - SWE: 100,000 - SPA: 200,000 - ARG: 30,000 - DEN: 120,000 - BEL: 25,000 - NOR: 50,000 - SWI: 25,000 - AUT: 25,000 - FIN: 27,540 - NZ: 15,000                                                                       | 20                  | [ 223 ] [ 224 ]         |
| Celine Dion               | The Colour of My Love                                   | 1993       | Pop                                           | 11.1 - US: 6 triệu bản - JPN: 600,000 - UK: 1.5 triệu bản - GER: 250,000 - FRA: 300,000 - CAN: 1 triệu bản - AUS: 630,000 - NLD: 300,000 - SWE: 100,000 - SPA: 100,000 - BEL: 100,000 - NOR: 150,000 - SWI: 50,000 - AUT: 25,000 - FIN: 40,289 - NZ: 15,000 | 20                  | [ 225 ]                 |
| Elton John                | Goodbye Yellow Brick Road                               | 1973       | rock, pop rock, glam rock                     | 9.6 - US: 8 triệu bản - UK: 1.4 triệu bản - AUS: 210,000 - NZ: 15,000 | 20                  | [ 228 ]                 |
| Pink Floyd                | Wish You Were Here                                      | 1975       | Progressive rock, art rock, experimental rock | 9.2 - US: 6 triệu bản - UK: 600,000 - GER: 500,000 - FRA: 1 triệu bản - CAN: 300,000 - AUS: 490,000 - ITA: 150,000 - ARG: 30,000 - AUT: 100,000 - POL: 20,000 - NZ: 60,000 | 20                  | [ 229 ]                 |
| Nhiều nghệ sĩ             | Flashdance: Original Soundtrack from the Motion Picture | 1983       | Electro, synthpop                             | 7.9 - US: 6 triệu bản - UK: 100,000 - GER: 500,000 - FRA: 100,000 - CAN: 900,000 - SPA: 100,000 - SWI: 200,000 | 20                  | [ 230 ]                 |

## Những album bán chạy nhất theo khoảng thời gian
| Năm ghi nhận | Nghệ sĩ                  | Album                    | Doanh thu lập kỷ lục (triệu đô) | Tổng doanh thu (triệu đô) | Có liên quan            |
| ------------ | ------------------------ | ------------------------ | ------------------------------- | ------------------------- | ----------------------- |
| 1945         | Nhiều nghệ sĩ            | Oklahoma! (78 rpm album) | 0.5                             | 1.0                       | [ 231 ] [ 232 ]         |
| Sau 1946     | Al Jolson                | The Jolson Story         | 1                               |                           | [ 233 ]                 |
| 1956         | Nhiều nghệ sĩ            | Oklahoma! (LP album)     | 1.75                            | 2.5                       | [ 234 ]                 |
| 1956/1957    | Nhiều nghệ sĩ            | My Fair Lady             | 2                               | 5                         | [ 235 ] [ 236 ] [ 237 ] |
| 1960         | Nhiều nghệ sĩ            | South Pacific            | 2.25                            | 3                         | [ 238 ]                 |
| 1963         | Vaughn Meader            | The First Family         | 4                               | 7.5                       | [ 239 ] [ 240 ]         |
| 1968         | Nhiều nghệ sĩ            | The Sound of Music       | 8                               |                           | [ 241 ]                 |
| 1973         | Carole King              | Tapestry                 | 10+                             |                           | [ 242 ]                 |
| 1975/1976    | Nhiều nghệ sĩ            | The Sound of Music       | 10–15                           |                           | [ 243 ] [ 244 ]         |
| 1976         | Carole King              | Tapestry                 | 13.5                            | 25                        | [ 245 ]                 |
| 1979         | Bee Gees/Various Artists | Saturday Night Fever     | 25–27                           | 40                        | [ 246 ] [ 247 ]         |
| 1984         | Michael Jackson          | Thriller                 | 35                              | 70                        | [ 248 ] [ 249 ]         |

## Album bán chạy nhất theo năm trên toàn thế giới
Bảng xếp hạng các album bán chạy nhất theo năm trên thế giới được tổng hợp bởi Liên đoàn Công nghiệp ghi âm Quốc tế hàng năm bắt đầu từ 2001. Các tổng hợp này được xuất bản trong hai báo cáo hàng năm của họ, Digital Music Report và the Recording Industry in Numbers. Cả Digital Music Report và Recording Industry in Numbers đã được thay thế bằng Global Music Report vào năm 2016. 
Số lượng bán ra bao gồm bản vật lí và bản kĩ thuật số.
| Năm  | Album                                     | Nghệ sĩ                      | Doanh thu (triệu bản) | Có liên quan    |
| ---- | ----------------------------------------- | ---------------------------- | --------------------- | --------------- |
| 2001 | Hybrid Theory                             | Linkin Park                  | 9.0                   | [ 251 ]         |
| 2002 | The Eminem Show                           | Eminem                       | 13.9                  | [ 252 ]         |
| 2003 | Come Away with Me                         | Norah Jones                  | 11.0                  | [ 253 ] [ 254 ] |
| 2004 | Confessions                               | Usher                        | 12.0                  | [ 255 ]         |
| 2005 | X&Y                                       | Coldplay                     | 8.3                   | [ 256 ]         |
| 2006 | High School Musical                       | Nhiều nghệ sĩ                | 7.0                   | [ 257 ]         |
| 2007 | High School Musical 2                     | Nhiều nghệ sĩ                | 6.0                   | [ 258 ]         |
| 2008 | Viva la Vida or Death and All His Friends | Coldplay                     | 6.8                   | [ 259 ]         |
| 2009 | I Dreamed a Dream                         | Susan Boyle                  | 8.3                   | [ 260 ]         |
| 2010 | Recovery                                  | Eminem                       | 5.7                   | [ 261 ]         |
| 2011 | 21                                        | Adele                        | 18.1                  | [ 252 ]         |
| 2012 | 21                                        | Adele                        | 8.3                   | [ 262 ]         |
| 2013 | Midnight Memories                         | One Direction                | 4.0                   | [ 263 ]         |
| 2014 | Frozen                                    | Nhiều nghệ sĩ                | 10.0                  | [ 264 ]         |
| 2015 | 25                                        | Adele                        | 17.4                  | [ 265 ]         |
| 2016 | Lemonade                                  | Beyoncé                      | 2.5                   | [ 266 ]         |
| 2017 | ÷                                         | Ed Sheeran                   | 6.1                   | [ 267 ]         |
| 2018 | The Greatest Showman                      | Hugh Jackman & Nhiều nghệ sĩ | 3.5                   | [ 268 ]         |
| 2019 | 5x20 All the Best!! 1999–2019             | Arashi                       | 3.3                   | [ 269 ]         |
| 2020 | Map of the Soul: 7                        | BTS                          | 4.8                   | [ 270 ]         |
| 2021 | 30                                        | Adele                        | 4.6                   | [ 271 ]         |
| 2022 | Greatest Works of Art                     | Châu Kiệt Luân               | 7.2                   | [ 272 ]         |
| 2023 | FML                                       | Seventeen                    | 6.4                   | [ 273 ] [ 274 ] |
| 2024 | The Tortured Poets Department             | Taylor Swift                 | 5.6                   | [ 275 ]         |